# Joanne Hewson
Joanne Hewson (* 23. August 1930 in Montreal; † 1. Dezember 2023 in Westmount) war eine kanadische Skirennläuferin. In den 1950er Jahren war sie eine der besten Läuferinnen ihres Landes.
Den größten Erfolg ihrer Karriere feierte sie mit dem achten Platz in der Abfahrt bei den Olympischen Winterspielen 1952 in Oslo. Wegen einer schweren Beinverletzung musste sie auf eine Teilnahme an den Weltmeisterschaften 1954 verzichten.